# Luna (Marvel Comics)
Luna Maximoff é uma personagem que aparece nas histórias em quadrinhos da Marvel Comics. É filha de Mercúrio e Cristalys e recebeu este nome por ter nascido sob a lua. Diferente dos pais, demonstra poucos traços inumanos.